# Liparis agassizii
Liparis agassizii és una espècie de peix pertanyent a la família dels lipàrids.

## Descripció
- Fa 44 cm de llargària màxima.
- Nombre de vèrtebres: 45-48.[3][4]

## Hàbitat
És un peix marí, demersal i de clima temperat que viu entre 0-100 m de fondària.

## Distribució geogràfica
Es troba al Pacífic nord: Alaska, el Japó, Corea, Rússia i les illes Kurils.

## Observacions
És inofensiu per als humans.